# São José da Barra
São José da Barra là một đô thị thuộc bang Minas Gerais, Brasil. Đô thị này có diện tích 312,496 km², dân số năm 2007 là 6999 người, mật độ 21,5 người/km².